# EuroLeague Fantasy Challenge
EuroLeague Fantasy Challenge è il fantabasket ufficiale della EuroLeague Basketball. Il gioco è nato nel 2021 e consiste nel creare e gestire squadre virtuali formate da giocatori e allenatori di pallacanestro reali.
EuroLeague Fantasy Challenge è un gioco online free-to-play disponibile attraverso sito web, applicazione Android e applicazione iOS che consente di simulare due campionati: EuroLeague e EuroCup.

## Modalità di Gioco
EuroLeague Fantasy Challenge presenta 2 modalità di gioco:
- Modalità Classica: l'utente dispone di 100 crediti virtuali per scegliere i 10 giocatori e sfidare altri utenti. Le fanta squadre hanno roster non-esclusivi, ovvero ogni giocatore può appartenere a più fanta coach. Vedi regolamento
- Modalità Leghe Draft: l'utente tramite asta con altri utenti crea la sua fanta squadra da gestire durante la stagione. Le fanta squadre hanno roster esclusivi.

## Creazione e gestione della squadra
È possibile creare fino a 3 fanta squadre. Ogni fanta squadra ha a disposizione 100 crediti virtuali per acquistare 11 giocatori:
- 2 Centri
- 4 Ali
- 4 Guardie
- 1 Coach

Ogni squadra può presentare fino a 3 giocatori della stessa squadra EuroLeague di appartenenza e ogni giocatore ha un valore in crediti che cambia durante il corso della stagione in base alle prestazioni reali.
La formazione titolare può essere schierata secondo uno dei seguenti moduli di gioco (centri-ali-guardie):
- 2-2-1
- 2-1-2
- 1-2-2
- 3-1-1
- 1-3-1

Ogni Giornata è divisa in Turni di Gioco, che sono i blocchi di partite giocate in un determinato giorno del campionato. Nello spazio tra 2 Turni è possibile:
- Effettuare sostituzioni campo-panchina e modificare il Capitano, ma solo se il nuovo giocatore scelto non è ancora sceso in campo.
- Cambiare il modulo della squadra

Tra la fine di ogni Giornata e l’inizio di quella successiva si apre il Mercato, ovvero la possibilità di fare Trasferimenti. Durante questo tempo l'utente può vendere ed acquistare fino ad un massimo di 3 giocatori per migliorare il roster.

## Punteggi
Il punteggio di ogni giocatore tiene conto della prestazione personale (tempo regolamentare più eventuali tempi supplementari) e del risultato della sua squadra di appartenenza.

### Punteggio Giocatore
Il punteggio dei giocatori di movimento viene calcolato come la somma dei seguenti valori statistici: 
- Punto realizzato: +1
- Rimbalzo: +1
- Assist: +1
- Palla recuperata / persa: +1/-1
- Stoppata data / subita: +1/-1
- Fallo guadagnato / subito: +1/-1
- Tiro sbagliato: -1
- Tiro libero sbagliato: -1
- Vittoria squadra: +10% del punteggio del giocatore

### Punteggio Allenatore
Il punteggio degli allenatori viene calcolato come la somma dei seguenti valori statistici:
- Vittoria con margine 1-5 punti, o ai supplementari: +10
- Vittoria con margine 11-20 punti: +20
- Vittoria con margine 20+ punti: +25
- Sconfitta con margine 0-10 punti, o ai supplementari: -5
- Sconfitta con margine 11-20 punti: -10
- Sconfitta con margine 20+ punti: -20

## Particolarità della Modalità Draft
La Modalità Draft consente la creazione di una Lega privata con roster esclusivi, dove ogni giocatore può appartenere simultaneamente a una sola squadra.
La selezione dei giocatori da parte di ciascun partecipante, avviene offline utilizzando il metodo che si preferisce (es. asta attorno ad un tavolo). Al termine della selezione, dovrà poi essere il Commissioner, ovvero colui che ha creato la Lega, a inserire manualmente i giocatori in ciascun roster.
La Modalità Draft è uguale alla Modalità Concorso, ad eccezione dei seguenti punti:
- la squadra iscritta non partecipa alla Modalità Concorso;
- i roster sono esclusivi: ogni giocatore può essere scelto solamente da una squadra;
- il mercato può essere aperto e chiuso dal Commissioner (colui che crea la Lega) solamente nelle finestre previste dal calendario EuroLeague Fantasy Challenge, il quale rimane invariato rispetto alla Modalità Concorso.
- non c’è il coach;
- i valori dei giocatori non variano in base alle prestazioni;
- non ci sono premi in palio.